# ФФБ Кьонигсберг
ФФБ „Кьонигсберг“ (на немски: VfB Königsberg) е бивш футболен клуб от Кьонигсберг, Германия (Днес Калининград, Русия).
Той е сред най-силните отбори в Източна Прусия, нееднокрано печелил градското първенство, шампионата на Балтика и регионалната Гаулига. Играл е мачовете си на стадион „Фридландер Тор платц“ в район Марауненхоф.

## История
Основан е на 7 юли 1900 г. като Футбол клуб Кьонигсберг от Ханс Вейнберг, ученик в гимназията „Кнайпхоф“. През 1904 г. тимът е един от учределителите на градския шампионат на Кьонигсберг и става шампион в първите му 6 издания. През 1907 г. отборът е преименуван на ФБФ Кьонигсберг, а през 1908 г. става първенец в Първенството на Балтика. Като регионален шампион, Кьонигсберг получава правото да участва в плейофите за определяне на шампиона на Германската империя. Отборът обаче отпада от надпреварата, след загуба от Виктория (Берлин).
На регионално ниво клубът доминира до началото на 10-те години и в периода след Голямата война. Отборът на няколко пъти участва в плейофния етап, като най-големият успех идва през 1923 г. Тогава Кьогнигсберг достига до 1/2-финал, където губи от Хамбургер ШФ с 2:3. Друго силно представяне на тима е през 1928 г., когато ФФБ играе 1/4-финал, но отново отпада от Хамбургер.
До реогранизирането на футбола в страната през 1933 г., Кьонигсберг е 12-кратен градски шампион и 11-кратен шампион на Балтика. След идването на Хитлер на власт, регионалните дивизии се провеждат под името Гаулига. Кьонигсберг попада в Гаулига „Източна Прусия“. През 1935 г. участва в първото издание на Купата на Германия и отпада във втория кръг.
Макар да разполага със силен състав, тимът не успява да се пребори за титла до началото на Втората световна война. За първи път Кьонигсберг печели титлата през 1940 г. В Купата на Германия този сезон отборът играе 1/4-финал, където отпада от СК Дрезден. В Гаулига Източна Прусия обаче Кьонигсберг печели всички титли до прекратяването на шампионата през 1944 г.
През 1945 г. тимът е разформирован, след като Кьонигсберг е присъединен към СССР.

## Успехи
- Шампион на Кьонигсберг – 1903/04, 1904/05, 1905/06, 1906/07, 1907/08, 1908/09, 1910/11, 1911/12, 1920/21, 1921/22, 1922/23, 1923/24, 1924/25
- Балтийски шампион – 1908, 1909, 1921, 1922, 1923, 1924, 1925, 1926, 1928, 1929, 1930
- Шампион на Източна Прусия – 1920/21, 1921/22, 1922/23, 1923/24, 1924/25, 1925/26, 1926/27, 1927/28, 1928/29, 1929/30, 1930/31, 1931/32
- Гаулига Източна Прусия – 1940, 1941, 1942, 1943, 1944
- 1/2-финал в плейофите на първенството на Германия – 1923